# Мухувка (Малопольське воєводство)
Мухувка (пол. Muchówka) — село в Польщі, у гміні Новий Вісьнич Бохенського повіту Малопольського воєводства.
Населення — 1014 осіб (2011).
У 1975-1998 роках село належало до Тарновського воєводства.

## Демографія
Демографічна структура станом на 31 березня 2011 року:
|          | Загалом | Допрацездатний вік | Працездатний вік | Постпрацездатний вік |
| -------- | ------- | ------------------ | ---------------- | -------------------- |
| Чоловіки | 509     | 132                | 328              | 49                   |
| Жінки    | 505     | 126                | 289              | 90                   |
| Разом    | 1014    | 258                | 617              | 139                  |